# Капустин, Николай Юрьевич
Никола́й Ю́рьевич Капу́стин (род. 1957) — математик, доктор физико-математических наук, профессор факультета ВМК МГУ.

## Биография
В 1974 году окончил среднюю школу № 22 в Орехово-Зуево.
В 1979 году окончил факультет вычислительной математики и кибернетики МГУ.
В 1982 году окончил аспирантуру факультета вычислительной математики и кибернетики МГУ.
Кандидат физико-математических наук (1982). Тема диссертации: «Некоторые вопросы теории краевых задач для систем уравнений параболо-гиперболического типа» (научный руководитель В. А. Ильин).
Доктор физико-математических наук (2012). Тема диссертации: «Задачи для параболо-гиперболических уравнений и соответствующие спектральные вопросы с параметром в граничных точках».
В 2015 году присвоено звание профессора.
Награждён дипломом I степени на конкурсе молодых учёных МГУ (1990).
Работает на факультете ВМК МГУ в должностях: лаборант, младший научный сотрудник (1978—1982).
С 1982 года на преподавательской работе: ассистент, доцент (1993—2008) кафедры общей математики факультета ВМК МГУ; доцент (2008—2012), профессор (с 2012) кафедры функционального анализа и его применений факультета ВМК МГУ.

## Преподавательская деятельность
Николай Капустин ведёт преподавательскую работу на факультета ВМК МГУ. Разработал и ведёт базовые курсы: «Функциональный анализ», «Разностные схемы для дифференциальных уравнений с обобщёнными решениями» и спецкурс «Математический анализ».

## Область научных интересов
Дифференциальные уравнения, математическая физика, спектральная теория дифференциальных операторов.

## Научная деятельность
Николаем Капустиным установлена единственность решения нелокальной задачи Франкля из теории сопла Лаваля без геометрических условий на граничную кривую в области эллиптичности. Изучены некоторые спектральные свойства задач о колебаниях нагруженных тел. Разработан спектральный метод получения точных априорных оценок решений ряда задач для параболических и параболо-гиперболических уравнений.

## Научные публикации
Николай Капустин автор более 60 научных работ, в том числе:
- Единственность решения за и некоторые вопросы теории обобщённых аналитических функций // Дифференц. уравнения, 1993, т. 29, № 5, с. 876—884.
- О L2-разрешимости краевых задач для уравнений смешанного типа // Дифференц. уравнения, 1989, т. 25, № 1, с. 50-59.
- Об одной спектральной задаче для оператора Лапласа на квадрате со спектральным параметром в граничном условии // Дифференц. уравнения, 1998, т. 34, № 5.
- Априорная оценка решения одной смешанной задачи для уравнения теплопроводности // Дифференц. уравнения, 2006, т. 42, № 10, с. 1375—1379
- Об одной спектральной задаче для уравнения Бесселя нулевого порядка // Дифференц. уравнения, 2008, № 8, c. 1135—1137 (соавт. Т. Е. Моисеев);
- On a Problem with a Boundary Condition of the Second Kind, a Complex-Valued Coefficient, and a Spectral Parameter in the Other Boundary Condition // Differential Equations, Publishing house Maik Nauka/Interperiodica Publishing (Russian Federation), 2014 v. 50, № 10, p. 1391—1394

Kapustin N.Yu 2014.
в журнале Differential Equations, DOI
- On Two Spectral Problems with the Same Characteristic Equation // Differential Equations, издательство Maik Nauka/Interperiodica Publishing (Russian Federation), 2015, v. 51, № 7, p. 959—961